# Sansón Carrasco

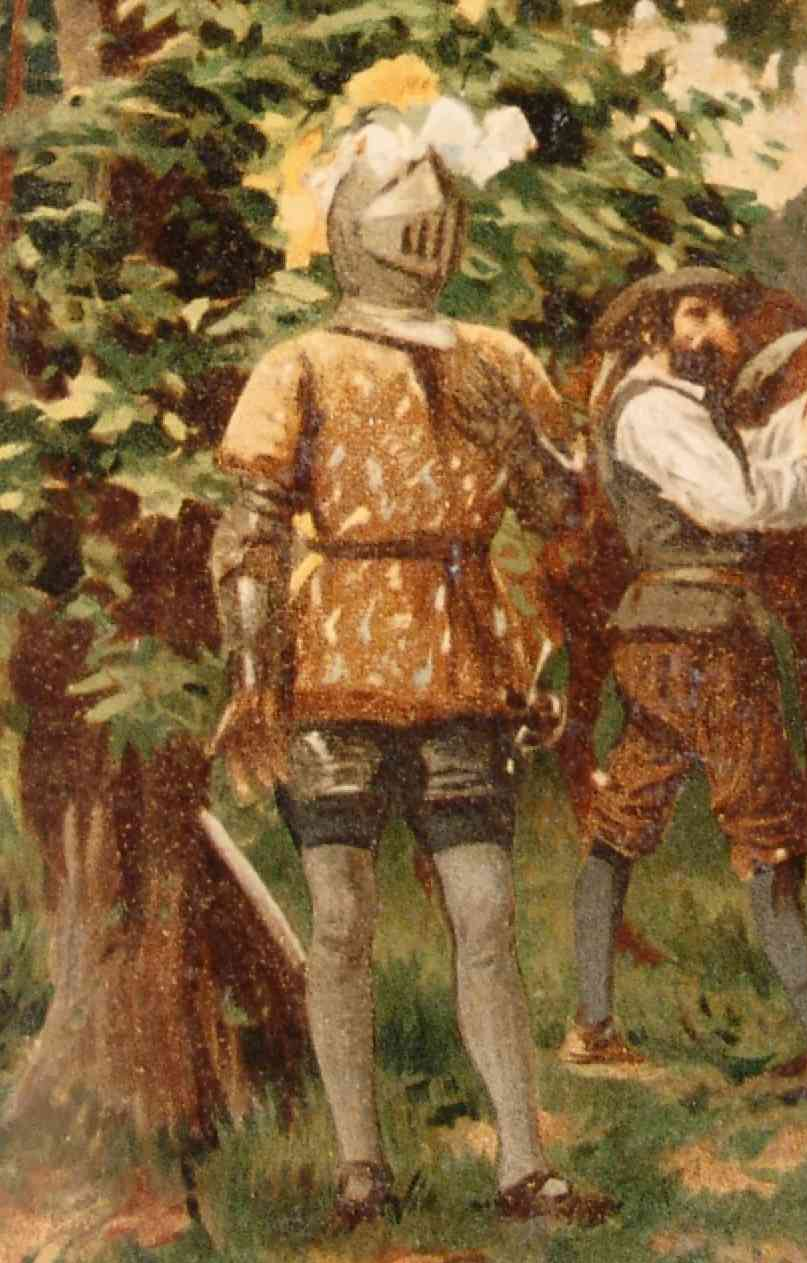
Sansone Carrasco sotto l'identità del Cavaliere dei Specchi o del Bosco.

Il baccelliere Sansone Carrasco (in spagnolo Sansón) è un personaggio del romanzo Don Chisciotte della Mancia di Miguel de Cervantes. Fa la sua prima comparsa nella seconda parte del libro (pubblicata nel 1615), risultando un personaggio fondamentale per lo sviluppo degli eventi.

## Descrizione
È amico del protagonista del romanzo, ma si scontra con lui per costringerlo a tornare a casa. La prima volta che il baccelliere incontra Don Chisciotte si presenta con il nome di «Cavaliere degli Specchi» o come  «Cavaliere del Bosco» o «Cavaliere della Selva». In questa occasione viene sconfitto e il suo stimolo a vincere Don Chisciotte diventa anche quello della vendetta.
Il secondo scontro tra i due ha luogo su una spiaggia di Barcellona, dove Sansone Carrasco si fa chiamare «Cavaliere della Bianca Luna». Questa volta consegue la vittoria e costringe Don Chisciotte a cessare le sue azioni ispirate alla cavalleria medioevale e a far ritorno al proprio paese.